# Max von Baden

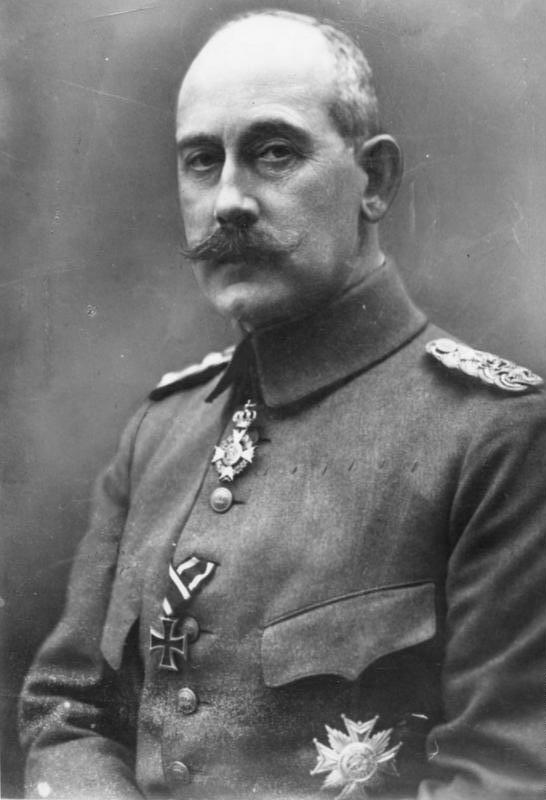
Max von Baden, 1914

Maximilian Alexander Friedrich Wilhelm Prinz und Markgraf von Baden, Herzog von Zähringen, (kurz (Prinz) Max von Baden; * 10. Juli 1867 in Baden-Baden; † 6. November 1929 in Konstanz) war 1918 der letzte Reichskanzler des Deutschen Kaiserreichs und der letzte Thronfolger des Großherzogtums Baden.
Der als relativ liberal geltende Prinz, ein Cousin Kaiser Wilhelms II., übernahm das Amt des Reichskanzlers in der Schlussphase des Ersten Weltkriegs am 3. Oktober 1918 von seinem Vorgänger Georg Graf von Hertling und hatte es bis zum 9. November etwa fünf Wochen lang inne. Da die Kriegsniederlage des Deutschen Reiches bereits feststand, sollte Max von Baden im Zuge der sogenannten Oktoberreformen das parlamentarische Regierungssystem unter Beibehaltung der Monarchie formell einführen. Als Staatssekretäre berief er neben einigen bürgerlich-konservativen Parteipolitikern zum ersten Mal in der Geschichte des Reiches auch zwei Vertreter der im Reichstag die Mehrheitsfraktion bildenden Sozialdemokraten ins Regierungskabinett. Dies sollte sowohl Vertrauen bei der Bevölkerung als auch bei den Kriegsgegnern der alliierten Mächte schaffen, um erträgliche Friedensbedingungen für Deutschland zu erreichen.
Als die durch den Kieler Matrosenaufstand ausgelöste Novemberrevolution am 9. November die Reichshauptstadt Berlin erfasste, wollte er Unruhen entgegenwirken. Er gab eigenmächtig die Abdankung des Kaisers bekannt, die nach der deutschen Bitte um Waffenstillstand von den USA gefordert worden war. Sein Versuch, die Monarchie als solche zu retten, scheiterte. Als Reichsverweser stellte er sich nicht zur Verfügung. Unmittelbar nachdem er das Amt des Reichskanzlers an Friedrich Ebert, den Vorsitzenden der Mehrheits-SPD, übergeben hatte, rief dessen Parteigenosse Philipp Scheidemann „die deutsche Republik“ aus.
Zur Zeit der Weimarer Republik spielte Max von Baden keine staatspolitische Rolle mehr. Bis zu seinem Tod im Jahr 1929 widmete er sich vor allem der von ihm 1919 mitgegründeten und bis heute bestehenden Reformschule Schloss Salem.

## Leben

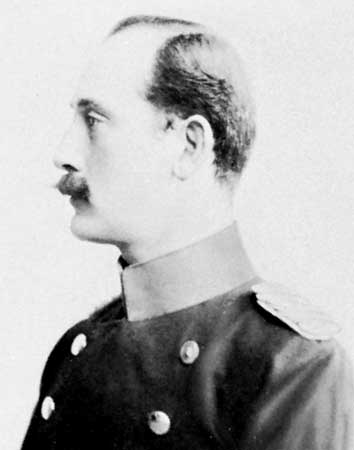
Max von Baden, 1900

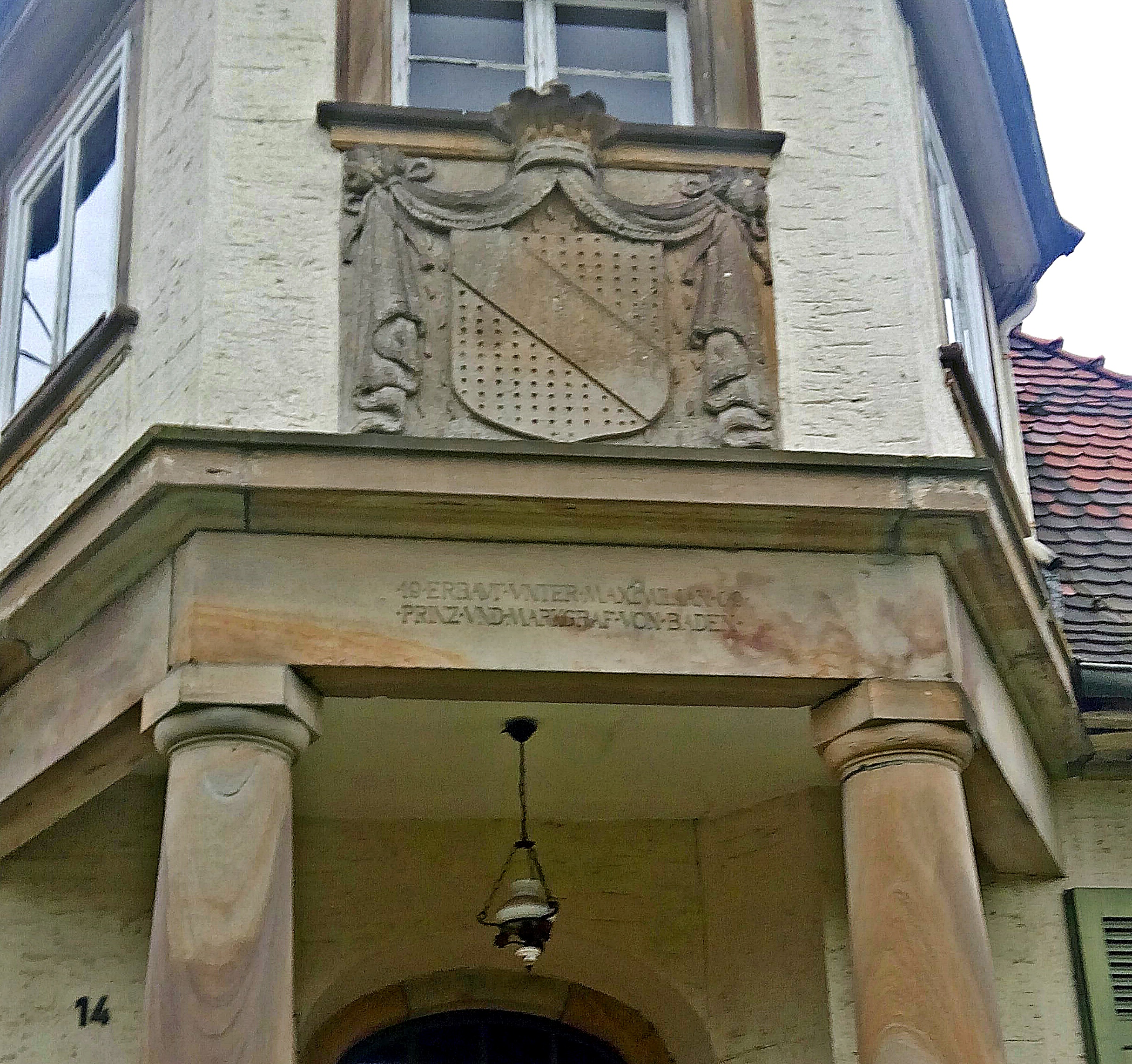
Staatswappen und Inschrift ERBAUT UNTER MAXIMILIAN PRINZ UND MARKGRAF VON BADEN · 1909, an der Verwaltervilla des Hofgutes Kirschgartshausen

### Herkunft und Jugend
Max von Baden wurde als Sohn des preußischen Generals und badischen Prinzen Wilhelm (1829–1897) und Maria Maximilianowna von Leuchtenberg (1841–1914), einer Enkelin von Eugène de Beauharnais und Nichte des Zaren Alexanders II. von Russland, geboren. Nach dem Besuch eines humanistischen Gymnasiums studierte er Rechtswissenschaft und Kameralwissenschaft, u. a. an der Universität Leipzig. Anschließend trat er in der Offizierslaufbahn in die Preußische Armee ein.

### Privatleben

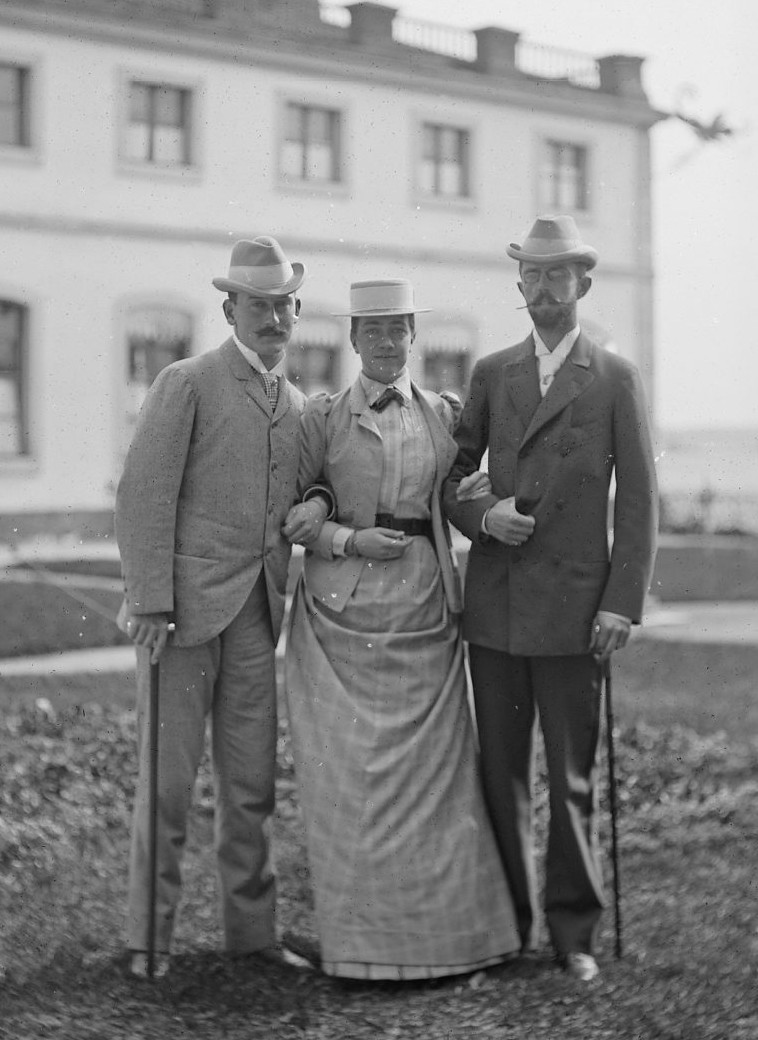
V. l. n. r.: Prinz Max mit seiner Cousine Viktoria von Baden mit deren Ehemann, dem Kronprinzen und späteren König Gustav V. von Schweden, auf Schloss Tullgarn, 1890.

1886 und 1887 erhielt Max von Baden die Corpsschleifen der Rhenania Freiburg, Saxo-Borussia Heidelberg und Suevia Heidelberg. Er war überdies Mitglied der Studentenverbindung Rupertia Heidelberg.
Er war homosexuell, entschloss sich aber aus dynastischen Gründen zu einem Leben als Ehemann und Familienvater, ähnlich wie sein Cousin Gustav V. von Schweden. Er war dadurch erpressbar, was sich am Ende seiner Zeit als Reichskanzler verhängnisvoll auswirkte.
Am 1. November drohte ihm die deutsche Kaiserin Auguste Viktoria von Schleswig-Holstein-Sonderburg-Augustenburg telefonisch, sie würde seine Homosexualität öffentlich machen, wenn er ihren Mann zur Abdankung zwänge. Er erlitt daraufhin einen Nervenzusammenbruch und musste mit einem opiumhaltigen Medikament in einen mehrtägigen Dauerschlaf versetzt werden.
Mindestens ab 1912 hatte er eine Beziehung mit dem Geologen Wilhelm Paulcke.

### Aktivitäten vor 1918
Als sein Onkel, Großherzog Friedrich I., 1907 starb, wurde Max Thronfolger und Präsident der Ersten Badischen Kammer, da die Ehe seines Vetters, Großherzog Friedrich II., kinderlos blieb. Ende April 1903 übernahm er als Oberstleutnant das Kommando über das 1. Badische Leib-Dragoner-Regiment Nr. 20. 1906 wurde Max Oberst und im Jahr darauf stieg er zum Kommandeur der 28. Kavallerie-Brigade auf, wo er es bis zum Generalmajor brachte. 1911 nahm er als Generalleutnant seinen Abschied aus dem aktiven Militärdienst.
Offenbar war er auch landwirtschaftlich engagiert. Auf der badischen Staatsdomäne Kirschgartshausen bei Mannheim, die gleichzeitig Hausfideikommiss-Bestandteil seiner Familie war, befinden sich zwei auf ihn als Bauherrn bezogene Inschriften: ERBAUT UNTER MAXIMILIAN PRINZ UND MARKGRAF VON BADEN · 1909 und MAXIMILIAN PRINZ U. MARKGRAF ZU BADEN · 1911.
1914 wurde er reaktiviert und nahm für kurze Zeit seinen Dienst beim Generalstab des XIV. Armee-Korps auf, dem die badischen Truppenkontingente unterstanden. Aber schon im Oktober kehrte er nach Baden zurück. Wilhelm II. beförderte ihn im Dezember 1914 zum General der Kavallerie. Neben seiner Zuteilung zum Generalkommando des XIV. Armee-Korps widmete sich Max ab Oktober als Ehrenpräsident des Badischen Roten Kreuzes während des ganzen Krieges der Fürsorge für Kriegsgefangene aller Nationalitäten. 1916 wurde er Ehrenpräsident der deutsch-amerikanischen Kriegsgefangenenhilfe des Weltbundes der Christlichen Vereine Junger Männer (CVJM). Frontdienst verweigerte er, was ihm als Versagen ausgelegt wurde; er wurde als „Sanitätsgeneral“ verspottet.
Prinz Max galt als liberaler Aristokrat und wurde immer mehr zum Kristallisationspunkt des gemäßigten politischen Lagers, das in Opposition zum ultrarechten Flügel, vertreten durch die Oberste Heeresleitung, stand. Schon 1917 lehnte er öffentlich die Wiederaufnahme des uneingeschränkten U-Boot-Krieges ab, der schließlich am 6. April 1917 zum Kriegseintritt der Vereinigten Staaten von Amerika führte.
Eine bemerkenswerte Ambivalenz der Persönlichkeit trat 2004 zutage, als ein freundschaftlicher Briefwechsel mit dem Antisemiten und Rasse-Ideologen Houston Stewart Chamberlain im Archiv der Richard-Wagner-Gedenkstätte in Bayreuth entdeckt wurde. Briefe und Telegramme aus den Jahren 1909 bis 1919 enthalten auf der einen Seite zahlreiche antisemitische Äußerungen Chamberlains, denen der Prinz nicht widersprach. In einem Brief aus dem Jahr 1916 äußerte er sogar, die „Gefahr der Verjudung“ sei ihm gegenwärtig. Gleichzeitig war einer seiner engsten Vertrauten, Kurt Hahn, mit dem er die Schule Schloss Salem gründete, jüdischer Herkunft.
Hahn war es, der den Prinzen auf den Gedanken brachte, Politiker zu werden. Obwohl er über keinerlei politische Erfahrung verfügte, entwickelte Max im Spätsommer die Vorstellung, er könne die Welt mit einer Friedensbotschaft beeindrucken und so Deutschland aus der absehbaren militärischen Niederlage retten. Dass dieses Konzept vielleicht nicht aufgehen würde, kam ihm, wie Lothar Machtan schreibt, nicht in den Sinn: „Einen Plan B hatte er nicht parat.“

### Reichskanzlerschaft 1918
Als man Anfang Oktober 1918 in Berlin – den drohenden militärischen Zusammenbruch vor Augen – hastig einen glaubwürdigen Regierungschef für die anstehenden Waffenstillstandsverhandlungen suchte, schien Max von Baden der richtige Mann zu sein. Man hoffte darauf, dass er wegen seiner nationalen und internationalen Reputation und wegen seines Eintretens gegen den uneingeschränkten U-Boot-Krieg vom US-amerikanischen Präsidenten Woodrow Wilson akzeptiert werden würde, obwohl die Berufung eines großherzoglichen Prinzen nicht das beste Zeichen für die anstehende Demokratisierung darstellte. Auch mangelte es Max von Baden an Führungskraft für die schwierigen Aufgaben.
Aber auch innenpolitisch war die Oberste Heeresleitung zu Zugeständnissen bereit, um die Glaubwürdigkeit des Gesuchs zu untermauern. Erich Ludendorff selbst forderte die Umwandlung des Reiches in eine parlamentarische Monarchie unter Einbeziehung der oppositionellen Parteien, v. a. der Sozialdemokraten, um das Waffenstillstandsgesuch nicht selbst übergeben und die Verantwortung für die militärische Niederlage übernehmen zu müssen. Auch hier schien Prinz Max von Baden als Liberaler und Mitglied des badischen Fürstenhauses für Sozialdemokraten und Konservative gleichermaßen ein annehmbarer Kandidat. Nur der besonders reaktionäre General Karl von Einem soll gerufen haben: „Wer hätte an den Bademax gedacht und nicht gelacht!“ Damit spielte er auf die unter eingeweihten Militärs bekannte Tatsache an, dass Max als junger Gardeleutnant in Berlin von der Kriminalpolizei auf eine einschlägige Liste (nach § 175) gesetzt worden war.

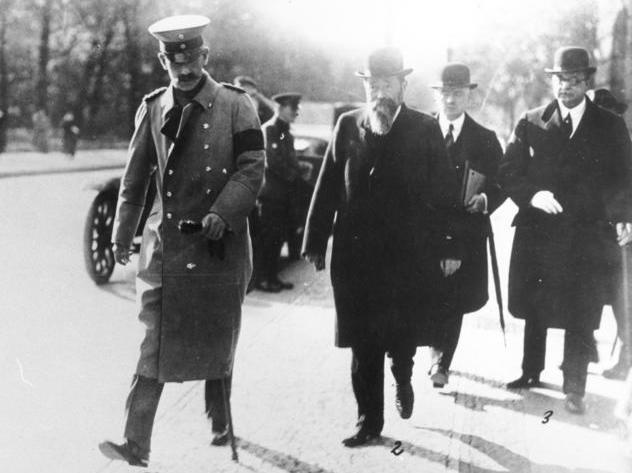
Berlin, 3. Oktober 1918: Der neu ernannte Reichskanzler Max von Baden (1), Vizekanzler Payer (2) und der Chef der Reichskanzlei, Freiherr von Radowitz (3), beim Verlassen des Reichstagsgebäudes.

Reichskanzler Georg von Hertling schlug Max von Baden als seinen Nachfolger vor, und am 3. Oktober 1918 ernannte ihn der Kaiser zum Reichskanzler. Er bildete noch am selben Tag eine parlamentarische Reichsleitung, in die mit Philipp Scheidemann und Gustav Bauer erstmals auch Sozialdemokraten berufen wurden. Am 4. Oktober übermittelte er – auf Drängen der Obersten Heeresleitung – das vorbereitete Waffenstillstandsgesuch an Wilson. Doch dieser machte in der dritten Note seines Außenministers Robert Lansing deutlich, dass er an eine Demokratisierung des Deutschen Reichs nicht glauben könne, solange der Kaiser noch immer im Amt sei. Prinz von Baden wusste, dass weitergehende Korrekturen nötig wären, um die Alliierten zum Einlenken zu bewegen. So beendete er den U-Boot-Krieg und setzte folgerichtig am 26. Oktober die Entlassung Ludendorffs, des mächtigsten Mannes im Reich, aus der Obersten Heeresleitung durch. Am 28. Oktober 1918 traten die Änderungen der Reichsverfassung in Kraft, wonach der Reichskanzler formell des Vertrauens des Reichstags bedurfte. Ende Oktober sprach sich die bayerische Regierung erstmals für die Abdankung des Kaisers aus. Als Reichskanzler Max von Baden daraufhin den bayerischen König um seine Initiative bat, blieb dieser jedoch passiv.
Während der britischen Eroberung Flanderns und des Kieler Matrosenaufstandes, der die Novemberrevolution einleitete, war Prinz Max erkrankt und konnte nicht handeln. Für die Art seiner Erkrankung finden sich in der Fachliteratur verschiedene Angaben. Nach dem Sachbuchautor Manfred Vasold war er an der Spanischen Grippe erkrankt. Der Historiker Lothar Machtan glaubt dagegen an politische Hintergründe der Erkrankung: Um günstigere Friedensbedingungen von den Amerikanern zu bekommen und dennoch die Monarchie zu retten, habe Prinz Max einen raschen Rücktritt Kaiser Wilhelms II. angestrebt. Wilhelm hatte am 29. Oktober Berlin fluchtartig verlassen und hielt sich nun im Hauptquartier der Obersten Heeresleitung im belgischen Spa auf. Amtsnachfolger sollte der minderjährige Kaiser-Enkel Wilhelm von Preußen werden, für den Prinz Max als Reichsverweser die Regentschaft führen wollte. Reichskanzler sollte der Parteivorsitzende der Mehrheitssozialdemokraten Friedrich Ebert werden. Dies sei zunächst durch Kaiserin Auguste Viktoria verhindert worden, die, wie Machtan vermutet, telefonisch drohte, die Homosexualität des Prinzen publik zu machen. Dieser habe daraufhin am 1. November einen schweren Nervenzusammenbruch erlitten, den seine Ärzte behandelten, indem sie ihn mit einem Opiumpräparat in Tiefschlaf versetzten. Erst am 3. November nahm Prinz Max seine Amtsgeschäfte wieder auf.

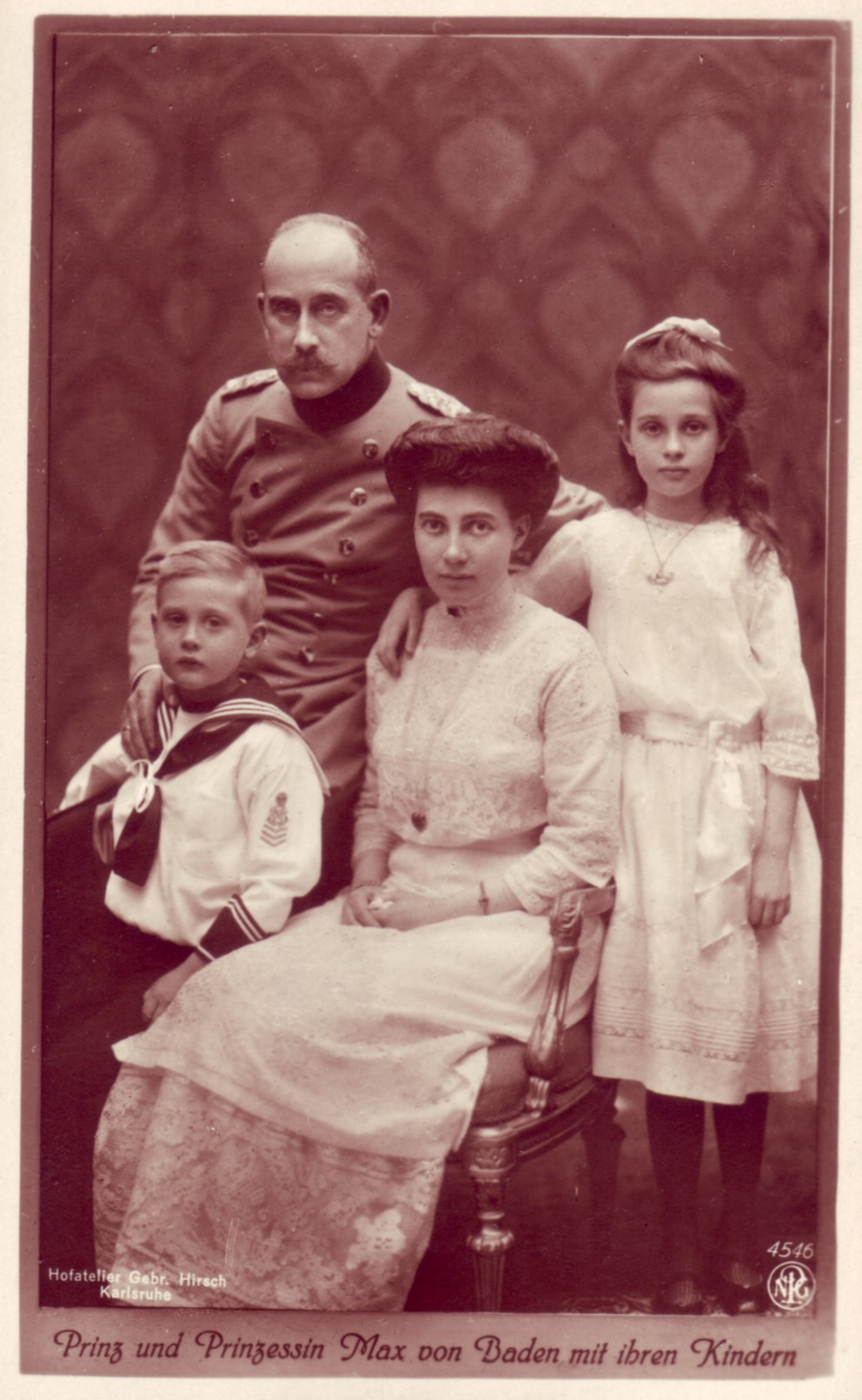
Prinz und Prinzessin Max von Baden mit ihren Kindern, 1914

Nachdem die Novemberrevolution ausgelöst und in der Nacht vom 7. auf den 8. November mit der Absetzung Ludwigs III. Bayern als erster deutscher Staat zur Republik ausgerufen worden war, war die Stellung des Kaisers nicht mehr zu halten. Um zumindest die Monarchie als solche zu retten und die Revolutionäre zu beschwichtigen, verkündete Max von Baden am späten Vormittag des 9. November 1918 eigenmächtig die Abdankung des Kaisers, auch den Thronverzicht des Kronprinzen. Kaiser Wilhelm hatte tatsächlich nur in Aussicht gestellt, als Kaiser, nicht aber als preußischer König abzudanken. Die Handlung Max von Badens wurde durch Wilhelm II. und dessen Sohn erst im Nachhinein schriftlich bestätigt (vom Kaiser am 28. November 1918 und vom Thronfolger am 1. Dezember 1918).
Daraufhin übergab Max von Baden – da er die bisherige Reichsverfassung als hinfällig annahm – die Reichskanzlerschaft an Friedrich Ebert, den Vorsitzenden der stärksten Reichstagspartei. Seine Abdankungsrede hatte Unterstaatssekretär Theodor Lewald geschrieben, zu dem von Baden aufgrund der gemeinsamen Altherrenschaft in der Heidelberger Verbindung Rupertia ein besonderes Vertrauensverhältnis hatte. Ebert bat Max, Reichsverweser zu werden, bis eine Nationalversammlung die Staatsform Deutschlands endgültig bestimmen würde. Dies lehnte Max von Baden ab, da die Ereignisse schon zu weit fortgeschritten seien.
Nach der Verkündung der Abdankung des Kaisers und der Übergabe der Reichskanzlerschaft an Ebert rief Scheidemann noch am Nachmittag des 9. November von einem Balkon des Reichstages die Republik aus.

### Nach der Reichskanzlerschaft
Von den politischen Debatten der Zeit nach Ende des Kaiserreiches hielt Max von Baden sich fern. Im Dezember 1918 bot ihm die linksliberale Deutsche Demokratische Partei (DDP) in Heidelberg und Mannheim eine Kandidatur bei der Wahl zur Verfassunggebenden Nationalversammlung in Weimar am 19. Januar 1919 an. Der Überbringer der Nachricht war am 24. Dezember 1918 der bekannte Sozialwissenschaftler Max Weber. Max von Baden ließ sich darauf nicht ein. Vielmehr widmete er sich – gemeinsam mit Karl Reinhardt und Kurt Hahn – der Gründung der Schule Schloss Salem, die ursprünglich einen antidemokratisch orientierten Bildungsauftrag hatte, aber später zur Heranbildung einer neuen geistigen Elite in Deutschland beitragen sollte. Für Max von Baden war es dabei attraktiv, durch die „Markgräfliche Schulstiftung“ einen nicht unbeträchtlichen Teil seines Vermögens dem Fiskus zu entziehen. Als Nebeneffekt konnte er seinem Sohn Berthold eine gymnasiale Ausbildung und optimale Erziehung angedeihen lassen.
Nach dem Tod seines Vetters, des ehemaligen Großherzogs Friedrich II., am 9. August 1928 wurde sein Sohn Berthold neues Oberhaupt des Hauses Baden. Dies war der Tatsache geschuldet, dass Friedrich den Sohn von Max am 8. August 1927 adoptiert hatte.
Kaiser Wilhelm II. betrachtete Max noch Jahre nach der Novemberrevolution als den Erzverräther und beklagte sich in Briefen an Freunde und Verwandte darüber, dass dieser noch am Leben war.
Max von Baden verstarb nach mehreren Schlaganfällen am 6. November 1929 an Nierenversagen in einem Konstanzer Krankenhaus.
Sein eingeschränkt zugänglicher Nachlass befindet sich im Markgräflich Badischen Archiv in Salem und wurde vor allem vom Historiker Golo Mann ausgewertet.

## Vorfahren
|  |                                                   |  |  |  |  |  |  |  |  |  |  |  |  |
|  | Karl Friedrich Großherzog von Baden (1728–1811)   |  |  |  |  |  |  |  |  |  |  |  |  |
|  |                                                   |  |  |  |  |  |  |  |  |  |  |  |  |
|  |                                                   |  |  |  |  |  |  |  |  |  |  |  |  |
|  | Leopold Großherzog von Baden (1790–1852)          |  |  |  |  |  |  |  |  |  |  |  |  |
|  |                                                   |  |  |  |  |  |  |  |  |  |  |  |  |
|  |                                                   |  |  |  |  |  |  |  |  |  |  |  |  |
|  | Luise Karoline von Hochberg (1767–1820)           |  |  |  |  |  |  |  |  |  |  |  |  |
|  |                                                   |  |  |  |  |  |  |  |  |  |  |  |  |
|  |                                                   |  |  |  |  |  |  |  |  |  |  |  |  |
|  | Wilhelm Prinz von Baden (1829–1897)               |  |  |  |  |  |  |  |  |  |  |  |  |
|  |                                                   |  |  |  |  |  |  |  |  |  |  |  |  |
|  |                                                   |  |  |  |  |  |  |  |  |  |  |  |  |
|  | Gustav IV. Adolf König von Schweden (1778–1837)   |  |  |  |  |  |  |  |  |  |  |  |  |
|  |                                                   |  |  |  |  |  |  |  |  |  |  |  |  |
|  |                                                   |  |  |  |  |  |  |  |  |  |  |  |  |
|  | Sophie von Schweden (1801–1865)                   |  |  |  |  |  |  |  |  |  |  |  |  |
|  |                                                   |  |  |  |  |  |  |  |  |  |  |  |  |
|  |                                                   |  |  |  |  |  |  |  |  |  |  |  |  |
|  | Friederike von Baden (1781–1826)                  |  |  |  |  |  |  |  |  |  |  |  |  |
|  |                                                   |  |  |  |  |  |  |  |  |  |  |  |  |
|  |                                                   |  |  |  |  |  |  |  |  |  |  |  |  |
|  | Max von Baden                                     |  |  |  |  |  |  |  |  |  |  |  |  |
|  |                                                   |  |  |  |  |  |  |  |  |  |  |  |  |
|  |                                                   |  |  |  |  |  |  |  |  |  |  |  |  |
|  | Eugène de Beauharnais (1781–1824)                 |  |  |  |  |  |  |  |  |  |  |  |  |
|  |                                                   |  |  |  |  |  |  |  |  |  |  |  |  |
|  |                                                   |  |  |  |  |  |  |  |  |  |  |  |  |
|  | Maximilian de Beauharnais (1817–1852)             |  |  |  |  |  |  |  |  |  |  |  |  |
|  |                                                   |  |  |  |  |  |  |  |  |  |  |  |  |
|  |                                                   |  |  |  |  |  |  |  |  |  |  |  |  |
|  | Auguste von Bayern (1788–1851)                    |  |  |  |  |  |  |  |  |  |  |  |  |
|  |                                                   |  |  |  |  |  |  |  |  |  |  |  |  |
|  |                                                   |  |  |  |  |  |  |  |  |  |  |  |  |
|  | Maria Maximilianowna von Leuchtenberg (1841–1914) |  |  |  |  |  |  |  |  |  |  |  |  |
|  |                                                   |  |  |  |  |  |  |  |  |  |  |  |  |
|  |                                                   |  |  |  |  |  |  |  |  |  |  |  |  |
|  | Nikolaus I. von Russland (1796–1855)              |  |  |  |  |  |  |  |  |  |  |  |  |
|  |                                                   |  |  |  |  |  |  |  |  |  |  |  |  |
|  |                                                   |  |  |  |  |  |  |  |  |  |  |  |  |
|  | Marija Nikolajewna Romanowa (1819–1876)           |  |  |  |  |  |  |  |  |  |  |  |  |
|  |                                                   |  |  |  |  |  |  |  |  |  |  |  |  |
|  |                                                   |  |  |  |  |  |  |  |  |  |  |  |  |
|  | Charlotte von Preußen (1798–1860)                 |  |  |  |  |  |  |  |  |  |  |  |  |
|  |                                                   |  |  |  |  |  |  |  |  |  |  |  |  |
|  |                                                   |  |  |  |  |  |  |  |  |  |  |  |  |

## Ehe und Nachkommen
Aus der am 10. Juli 1900 in Gmunden/Oberösterreich geschlossenen Ehe mit Maria-Luise von Hannover-Cumberland, Prinzessin von Großbritannien und Irland (* 11. Oktober 1879 in Gmunden; † 31. Januar 1948 in Salem), Tochter von Ernst August, Kronprinz von Hannover, gingen zwei Kinder hervor:
- Marie Alexandra Thyra Viktoria Luise Carola Hilda (* 1. August 1902 auf Schloss Salem; † 29. Januar 1944 in Frankfurt am Main) ⚭ 17. September 1924 Wolfgang von Hessen (* 6. November 1896 in Schloss Rumpenheim bei Offenbach; † 12. Juli 1989 in Frankfurt am Main). Sie kam bei einem Luftangriff ums Leben.
- Berthold Friedrich Wilhelm Ernst August Heinrich Karl (* 24. Februar 1906 in Karlsruhe; † 27. Oktober 1963 bei Spaichingen), seit 8. August 1927 Adoptivsohn von Friedrich II.[23]

Enkel
- Margarita Alice Thyra Viktoria Marie Louise Scholastica Prinzessin von Baden (* 14. Juli 1932 in Salem; † 15. Januar 2013 in Farnham (Surrey), begraben in Stefansfeld am 28. Januar 2013) ⚭ Salem 6. Juni 1957 Tomislav von Jugoslawien
- Maximilian Andreas Prinz und Markgraf von Baden (* 3. Juli 1933 in Salem; † 29. Dezember 2022 ebenda)
- Ludwig Wilhelm Georg Ernst Christoph Prinz von Baden (* 16. März 1937 in Karlsruhe)

## Auszeichnungen
- Schwarzer Adlerorden mit der Kette[24]
- Großkomtur des Königlichen Hausordens von Hohenzollern[24]
- Ehrenkreuz I. Klasse des Fürstlichen Hausordens von Hohenzollern[24]
- Großkreuz des Ordens Albrechts des Bären[24]
- Hausorden der Treue[24]
- Großkreuz des Ordens vom Zähringer Löwen[24]
- Orden des Heiligen Hubertus[24]
- Großkreuz des Ludewigs-Ordens[24]
- Großkreuz mit der Krone in Erz des Ordens der Wendischen Krone[24]
- Hausorden der Rautenkrone[24]
- Großkreuz des Hausordens vom Weißen Falken[24]
- Großkreuz des Sachsen-Ernestinischen Hausordens[24]
- Großkreuz des Ordens der Württembergischen Krone im Jahre 1885[25]
- Großkreuz des Leopoldsordens[24]
- Großkreuz des St. Alexander-Ordens[24]
- Elefanten-Orden[24]
- Großkreuz des Ordens Danilos I. für die Unabhängigkeit[24]
- Großkreuz des Sankt-Olav-Ordens[24]
- Großkreuz des Sankt-Stephans-Ordens[24]
- Orden des Heiligen Andreas des Erstberufenen[24]
- Seraphinenorden[24]
- Eisernes Kreuz (1914) II. Klasse
- Komtur I. Klasse des Militär-Karl-Friedrich-Verdienstordens am 30. August 1914[26]

## Schriften
- Erinnerungen und Dokumente. EA Dt. Verlagsanstalt, Stuttgart 1927, hrsg. von Golo Mann und Andreas Burckhardt, Klett, Stuttgart 1968.
- Erinnerungen und Dokumente. Band I. Deutsche Verlags-Anstalt, Stuttgart 1927, hrsg. von Björn Bedey (Deutsches Reich – Reichskanzler Bd. VIII/I-I), SEVERUS Verlag, Hamburg 2011, ISBN 978-3-86347-109-5.
- Erinnerungen und Dokumente. Band II. Deutsche Verlags-Anstalt, Stuttgart 1927, hrsg. von Björn Bedey (Deutsches Reich – Reichskanzler Bd. VIII/I-II), SEVERUS Verlag, Hamburg 2011, ISBN 978-3-86347-124-8.
- Die moralische Offensive. Deutschlands Kampf um sein Recht. Deutsche Verlags-Anstalt, Stuttgart 1921, hrsg. von Björn Bedey (Deutsches Reich – Reichskanzler Bd. VIII/II), SEVERUS Verlag, Hamburg 2011, ISBN 978-3-86347-143-9.
- Eine Kundgebung des Prinzen Max von Baden. Sonderabdruck aus dem Dezember-Heft 1918 der Preußischen Jahrbücher (Digitalisat).

## Filme
- Prinz Max von Baden – Kanzler zwischen Kaiserreich und Republik. Dokumentarfilm. Deutschland, 2018. Autor/Regie: Holger Preuße, Kamera: Sebastian Hattop, Produzent: Stefan Pannen, SWR
- Kaisersturz, Deutschland 2018; TV-Dokudrama unter der Regie von Christoph Röhl, mit Hubertus Hartmann in der Rolle Max von Badens